# Schuldrecht (Deutschland)
Als Schuldrecht wird der Teil des Privatrechts bezeichnet, der die Schuldverhältnisse regelt, sich also mit dem Recht einer juristischen oder natürlichen Person befasst, von einer anderen Person auf Grund einer rechtlichen Sonderbeziehung eine Leistung zu verlangen (vergleiche Anspruch). Maßgebliches Merkmal des Schuldrechts ist, dass es im Gegensatz zu den absoluten Rechten, wie beispielsweise dem Eigentum, als relatives Recht lediglich zwischen den beteiligten Personen wirkt.

## Entstehungsgeschichte
Unter Schuldrecht versteht man den Teil des Zivilrechts, welcher die wechselseitigen Rechte und Pflichten zwischen Rechtssubjekten betrifft.
Zum 1. Januar 2002 hat das Schuldrecht eine umfangreiche Veränderung durch die so genannte Schuldrechtsmodernisierung erfahren. Wichtigste Inhalte der Schuldrechtsmodernisierung waren die Umsetzung von EG-Richtlinien, die Einführung eines einheitlichen Begriffs der Pflichtverletzung, die Integration bestimmter richterrechtlich entwickelter Rechtsinstitute und die Reform des Verjährungsrechts.

## Rechtsquelle
In Deutschland ist das Schuldrecht überwiegend im zweiten Buch des Bürgerlichen Gesetzbuchs (BGB) geregelt, also in den § 241 bis § 853 BGB. Vereinzelt finden sich schuldrechtliche Regelungen aber auch in anderen Teilen des BGB. So befindet sich beispielsweise im Sachenrecht das Schuldverhältnis des Eigentümer-Besitzer-Verhältnisses (§ 987-§ 1003 BGB) und im Familienrecht die Verpflichtung zum Familienunterhalt (§ 1360 BGB). Weitere ergänzende Vorschriften finden sich im Allgemeinen Teil der § 1 bis § 240 BGB und in Sondergesetzen, wie dem HGB, dem VVG und dem GWB.

## Allgemeines Schuldrecht, §§ 241–432 BGB
Die § 241 bis § 432 BGB regeln das allgemeine Schuldrecht. Sie enthalten die Normen, die grundsätzlich für alle Schuldverhältnisse gelten und regeln insbesondere deren Entstehung, Inhalt und Erlöschen. Der Abschnitt 3 (§ 311 bis § 361 BGB) trifft innerhalb des allgemeinen Schuldrechts insbesondere Reglungen für vertragliche Schuldverhältnisse. Die § 312 bis § 312k BGB; § 355 bis § 361 BGB regeln das zentrale Verbraucherschutz- und Widerrufsrecht. Weitere bedeutsame Rechtsinstitute, wie die Störung der Geschäftsgrundlage und Kündigung aus wichtigem Grund sind in den § 313 und § 314 BGB geregelt.

### Begriff des Schuldverhältnisses
Ein Schuldverhältnis im Sinne des § 241 Absatz 1 BGB ist eine rechtliche Sonderverbindung zwischen mindestens zwei Personen, die einen Gläubiger dazu berechtigt, von seinem Schuldner die Erfüllung einer Forderung (sog. schuldrechtlicher Anspruch) zu verlangen. Wie diese Forderung beschaffen ist, können die Parteien grundsätzlich frei durch Vertrag bestimmen. Sie sind daher nicht an die im Gesetz geregelten Vertragstypen, etwa Kauf und Miete, gebunden. Vielmehr können sie grundsätzlich beliebige Schuldverhältnisse gestalten und hierdurch neue Vertragstypen schaffen. Dies ist auf das Prinzip der Vertragsfreiheit zurückzuführen. Aus diesem Grund unterliegt das Schuldrecht – anders als das Sachenrecht – auch keinem gesetzlichen Typenzwang.
Das Schuldverhältnis stellt dem Einzelnen rechtliche Mittel zur Verfügung, damit dieser in der Lage ist, seine Interessen in eigener Verantwortung zu verwirklichen. Es handelt sich dabei unter anderem um die Grundlage für den Austausch von Gütern im Wirtschaftsleben. Hierbei ist das wichtigste Gestaltungsmittel der Vertrag. Verträge sind im Schuldrecht in der Regel „auf eine Veränderung der dinglichen Güterzuordnung gerichtet“. Die vertraglich ausgehandelte Veränderung selbst wird jedoch meist mit den Mitteln des Sachenrechts verwirklicht. Eine weitere Funktion des Schuldrechts ist der Schutz der Rechtsgüter und Rechte des Einzelnen vor Eingriffen und gerechter Ausgleich für entstandene Schäden sowie ungerechtfertigte Vermögensverschiebungen. Die letzteren Funktionen werden insbesondere durch gesetzliche Schuldverhältnisse wahrgenommen.
Das Gesetz gebraucht den Begriff des Schuldverhältnisses in unterschiedlicher Weise, die die Rechtswissenschaft als Schuldverhältnis im weiteren und im engeren Sinne bezeichnet. Ersteres beschreibt die gesamte Rechtsbeziehung, in der Schuldner und Gläubiger zueinander stehen, etwa einen Kaufvertrag. Der Begriff des Schuldverhältnisses im engeren Sinn bezeichnet hingegen die einzelnen Ansprüche, die aus einer solchen Rechtsbeziehung resultieren, etwa den Anspruch des Käufers gegen den Verkäufer auf Übereignung der Kaufsache.
Dem Grundsatz der Vertragsfreiheit setzt die Rechtsordnung einige Schranken. So ist es etwa unzulässig, Verträge zu vereinbaren, die gegen geltendes Recht (§ 134 BGB) oder die guten Sitten (§ 138 BGB) verstoßen. Teilweise enthält das Schuldrecht überdies zwingendes Recht, über das die Parteien nicht oder nur in eingeschränktem Umfang disponieren können. Von Bedeutung ist dies etwa im Mietrecht, in dem viele Vorschriften nur zugunsten, aber nicht zulasten des Mieters abbedungen werden können. Daneben besteht unter gewissen Umständen eine Pflicht zum Vertragsschluss. Einen solchen Kontrahierungszwang ordnet das Gesetz beispielsweise im Bereich der Daseinsvorsorge an. So besteht etwa ein Abschlusszwang bei der Versorgung mit Strom, Gas und Wasser im Rahmen des Energiewirtschaftsgesetzes.

### Entstehung eines Schuldverhältnisses
Schuldverhältnisse können kraft Parteivereinbarung (vgl. § 311 Abs. 1 BGB) oder gesetzlicher Anordnung (vgl. § 823 Abs. 1 BGB) entstehen. Bei erstgenannter Variante begründen die Parteien kraft ihrer privatautonomen Selbstbestimmung Verpflichtungen, die in einem Vertrag ausdrücklich vereinbart werden. So ist beispielsweise ein Kaufvertrag die Grundlage eines Kaufs. Dem gegenüber stehen gesetzliche Schuldverhältnisse, die nicht durch Parteivereinbarung, sondern durch gesetzliche Anordnung entstehen. Um ein solches Schuldverhältnis handelt es sich etwa bei der Haftung für die Schädigung Dritter, etwa bei Straßenverkehrsunfällen, die im Deliktsrecht ihre Grundlage findet.

### Verpflichtung zur Leistung, § 241 BGB
Im Mittelpunkt eines Schuldverhältnisses steht nach § 241 Absatz 1 BGB die Pflicht zur Erbringung einer Leistung. Bei einem Kaufvertrag ist die geschuldete Leistung beispielsweise die Übereignung der Kaufsache an den Käufer. Dies stellt die zentrale Leistung dar, die der Verkäufer erbringen muss, weswegen sie als Hauptleistungspflicht bezeichnet wird. Daneben vereinbaren die Parteien häufig Nebenleistungspflichten. Hierbei handelt es sich um Pflichten, die die Erbringung der geschuldeten Leistung fördern. Im Fall des Kaufvertrags handelt es sich hierbei etwa um die Übereignung der Sache mit einer geeigneten Verpackung. Von großer Bedeutung war die Unterscheidung beider Pflichtenkategorien im alten Schuldrecht, da beispielsweise ein Rücktritt nur bei Verletzung einer Hauptleistungspflicht möglich war; das modernisierte Schuldrecht behandelt beide Formen von Pflichten hingegen weitgehend gleich.
Neben der Pflicht zur Leistung besteht in einem Schuldverhältnis nach § 241 Absatz 2 BGB für alle Parteien die Pflicht zur gegenseitigen Rücksichtnahme. Diese verpflichtet die Parteien dazu, auf die Rechte, Rechtsgüter und Interessen der anderen Parteien Acht zu geben. Deren Umfang richtet sich aufgrund der offenen Formulierung des § 241 Absatz 2 BGB weitgehend nach dem Einzelfall. Im Fall eines Kaufs kann die Norm einen Verkäufer beispielsweise dazu verpflichten, den Käufer auf mögliche Gefahren hinzuweisen, die von der Kaufsache ausgehen.

### Das Prinzip von Treu und Glauben, § 242 BGB
Das in § 242 BGB normierte Prinzip von Treu und Glauben wurzelt im römischen Recht und verpflichtet die Parteien eines Schuldverhältnisses dazu, ihre Leistungen so zu erbringen, wie es nach allgemeiner Anschauung geboten ist. Durch diese Generalklausel soll rechtsmissbräuchliches Handeln im Geschäftsverkehr verhindert werden. Diese Zielsetzung wurde in der Rechtswissenschaft durch die Bildung von Fallgruppen konkretisiert. Eine solche stellt etwa das widersprüchliche Verhalten dar. Hierzu zählt es beispielsweise, wenn sich ein Käufer auf Verbraucherschutzrecht beruft, nachdem er sich gegenüber dem Verkäufer als Unternehmer ausgegeben hat, weil dieser gewerblichen Käufern einen Rabatt anbietet. Eine weitere Fallgruppe sind die Verwirkungstatbestände. Treuwidrig handelt ferner, wer den Zugang von Schreiben an sich selbst vereitelt. § 242 BGB bewirkt in einem solchen Fall, dass das Schreiben als zugegangen gilt.
Daneben dient § 242 BGB der Konkretisierung und Ergänzung der Vertragspflichten. Sofern die Parteien in ihrer Vereinbarung Raum für Auslegungsspielraum lassen, erfolgt die Auslegung des Schuldverhältnisses mit Rücksicht auf das Prinzip von Treu und Glauben.

### Leistungsstörungsrecht
Von einer Leistungsstörung wird gesprochen, wenn die geschuldete Leistung gar nicht oder nicht in der geschuldeten Art und Weise erbracht wird. Dies wird als Nicht- oder Schlechtleistung bezeichnet. Ebenfalls eine Leistungsstörung stellt es dar, wenn der Schuldner seine Leistung verzögert erbringt (Schuldnerverzug) oder der Gläubiger diese verzögert annimmt (Annahmeverzug). Schließlich kann ein Schuldverhältnis dadurch gestört werden, dass die Erfüllung einer Vertragspflicht unmöglich geworden ist.
Das Leistungsstörungsrecht regelt die Rechtsfolgen einer Leistungsstörung. Zum einen behandelt er das Schicksal der wechselseitigen Leistungspflichten: In bestimmten Fällen führt eine Leistungsstörung dazu, dass Leistungspflichten erlöschen. Zum anderen können Leistungsstörungen zum Entstehen von Sekundäransprüchen führen, die etwa auf Schadensersatz gerichtet sind.
Die Grundlagen des Leistungsstörungsrechts befinden sich im Allgemeinen Teil des Schuldrechts. Hierzu zählen beispielsweise die Vorschriften über den vertraglichen Schadensersatz, den Rücktritt, den Verzug und die Störung der Geschäftsgrundlage. Auf diesen allgemeinen Regelungen bauen Bestimmungen des besonderen Schuldrechts auf, etwa das in mehreren Schuldverhältnissen gesetzlich ausgeformte Gewährleistungsrecht.
Im Mittelpunkt des Leistungsstörungsrechts steht die Verletzung einer vertraglichen Pflicht. Eine solche Pflichtverletzung kann zum einen unmittelbar auf die geschuldete Leistung bezogen sein. Dies ist beispielsweise der Fall, wenn der Schuldner seine Leistung überhaupt nicht oder nicht in der Qualität erbringt, wie er es hätte tun müssen. Als zweite Kategorie der Pflichtverletzung kommt der Verstoß gegen eine Rücksichtnahmepflicht im Sinne von § 241 Absatz 2 BGB in Betracht.
Solche Leistungsstörungen stellen selbst dann Pflichtverletzungen dar, wenn sie der Schuldner nicht zu verantworten hat. Die Verantwortlichkeit des Schuldners für die Leistungsstörung ist lediglich in bestimmten Fällen von Bedeutung, etwa beim Geltendmachen eines Schadensersatzanspruchs.

### Modalitäten der Leistungserbringung

#### Leistung durch Dritte
Für bestimmte Schuldverhältnisse ordnet das Gesetz an, dass der Schuldner im Zweifel in Person zu leisten hat. Dies trifft etwa nach § 613 BGB auf den Dienstvertrag zu, da für die Parteien hierbei in der Regel die Leistungserbringung durch den Schuldner eine Vertragsgrundlage darstellt. Fehlt es hieran, ist der Schuldner nicht gehalten, in Person zu leisten. Vielmehr können nach § 267 Absatz 1 BGB Dritte die geschuldete Leistung erbringen. In einem solchen Fall darf der Gläubiger die Leistung des Dritten nach § 267 Absatz 2 BGB nur ablehnen, wenn der Schuldner dieser Leistungserbringung widerspricht.
§ 268 Absatz 1 BGB räumt Dritten explizit das Recht ein, auf eine fremde Schuld zu leisten, wenn sie ein besonderes Interesse an der Befriedigung des Gläubigers haben. Als solches Interesse nennt die Norm die Gefahr des Verlusts eines Rechts oder des Besitzes an einer Sache des Schuldners durch Zwangsvollstreckung.

#### Zeit und Ort der Leistungserbringung

##### Leistungs- und Erfolgsort
Als Leistungsort bezeichnet man den Ort, an dem der Schuldner die Handlung vornimmt, um seine Pflicht aus dem Schuldverhältnis zu erfüllen. Als Erfolgsort bezeichnet man demgegenüber den Ort, an dem der geschuldete Leistungserfolg eintritt. Im Fall eines Kaufvertrags handelt es sich beispielsweise beim Leistungsort um den Ort, an dem der Verkäufer die Ware an den Käufer übergibt oder zum Versand aufgibt. Der Erfolgsort liegt hingegen dort, wo der Käufer die Sache in Empfang nimmt.
Für die Bestimmung von Leistungs- und Erfolgsort bestimmt § 269 Absatz 1 BGB, dass es vorrangig auf die Vereinbarungen der Vertragsparteien ankommt. Sofern eine solche Vereinbarung nicht vorliegt, werden die Orte durch Auslegung des Schuldverhältnisses ermittelt, wobei dessen Natur und die Verkehrsanschauung von maßgeblicher Bedeutung sind. Kraft Natur des Schuldverhältnisses nimmt etwa ein Bauunternehmer die geschuldeten Leistungshandlungen dort vor, wo sich die Baustelle befindet.
Fehlt es auch an hinreichend eindeutigen Anhaltspunkten für eine solche Auslegung, liegt der Leistungsort schließlich gemäß § 269 Absatz 1 BGB im Zweifel am Wohnsitz des Schuldners.

##### Bedeutung der Ermittlung von Leistungs- und Erfolgsort
Wo sich Leistungs- und Erfolgsort befinden, ist für die vertragliche Risikoverteilung von Bedeutung: Nimmt der Vertragsgegenstand Schaden, bevor der geschuldete Erfolg eingetreten ist, kann der Gläubiger gegen den Schuldner einen Anspruch auf die Beschaffung eines neuen erfüllungstauglichen Gegenstands haben.
Voraussetzung hierfür ist, dass der Schuldner eine Gattungsschuld zu erbringen hatte. Eine solche liegt vor, wenn die Parteien den Leistungsgegenstand lediglich nach allgemeinen Gattungsmerkmalen bestimmt haben, etwa Gewicht, Form oder Ausstattung. Hat der Schuldner einer solchen Gattungsschuld allerdings alles Erforderliche getan, um seine Pflicht aus dem Schuldverhältnis zu erfüllen, beschränkt sich das Schuldverhältnis nur auf die konkrete Sache, die zur Erfüllung bestimmt wurde. Kommt es zu einer solchen Konkretisierung, trägt der Gläubiger das Risiko, dass der Leistungsgegenstand untergeht. Er kann zwar im Gegenzug von seiner eigenen Leistungspflicht befreit werden, jedoch kann er nicht vom Schuldner verlangen, dass er einen neuen erfüllungstauglichen Leistungsgegenstand bereitstellt.
Sofern Leistungs- und Erfolgsort beim Schuldner liegen, ist dieser dazu verpflichtet, dem Gläubiger den Leistungsgegenstand bereitzustellen und diesen darüber zu informieren, dass der Leistungsgegenstand für ihn bereitsteht. Dies wird als Holschuld bezeichnet. Liegen beide Orte hingegen beim Gläubiger, besteht eine Bringschuld. Diese verpflichtet den Schuldner, den Leistungsgegenstand zum Schuldner zu bringen. Schließlich kann der Leistungsort beim Schuldner, der Erfolgsort aber beim Gläubiger liegen. In diesem Fall spricht man von einer Schickschuld. Sie verpflichtet den Schuldner, den Leistungsgegenstand zum Gläubiger zu versenden.
Von Bedeutung ist die Frage nach Leistungs- und Erfolgsort ferner für das Vorliegen eines Verzugs des Schuldners. Dieser kann eintreten, wenn der Schuldner nicht rechtzeitig die geschuldete Leistungshandlung am Leistungsort vornimmt.

##### Besonderheiten der Geldschuld
Eine Ausnahme von der allgemeinen Risikoverteilung im Schuldverhältnis macht § 270 BGB für den Fall, dass es sich bei der geschuldeten Leistung um eine Geldzahlung handelt: Hier liegt der Leistungsort zwar grundsätzlich ebenfalls beim Schuldner, allerdings trägt dieser die Kosten und die Gefahr der Übermittlung an den Gläubiger. Daher tritt keine Konkretisierung der Geldschuld auf den übersandten Betrag ein, wenn der Schuldner das Geld auf den Weg gegeben hat. Kommt dieses während seiner Übermittlung an den Schuldner abhanden, muss der Schuldner daher erneut zahlen. Diese Risikolage des Schuldners entspricht der einer Bringschuld. Da § 270 BGB allerdings keine Aussage zum Leistungsort macht, wird die Geldschuld in der Rechtswissenschaft überwiegend als eine besondere Form der Schickschuld angesehen.

#### AGB-Recht, §§ 305–310 BGB
Bei allgemeinen Geschäftsbedingungen (AGB) handelt es sich gemäß § 305 Absatz 1 BGB um für eine Vielzahl von Verträgen gedachte vorformulierte Vertragsbedingungen, die der verwendenden Partei den Vertragsinhalt mit verringertem Aufwand gestalten sollen. Der Gegenseite nehmen AGB allerdings Verhandlungsspielraum, da ihr Verwender oft nicht dazu bereit ist, über den inhalt von AGB zu verhandeln. Zudem bergen gerade umfangreiche AGB die Gefahr, dass die Gegenseite sich unbemerkt auf besonders nachteilige Vereinbarungen einlässt. Um diese Risiken zu kompensieren, legt das BGB der Verwendung von AGB Schranken auf. So kann nach § 309 Nummer 7 BGB beispielsweise kein vollständiger Haftungsausschluss in AGB vereinbart werden. Ferner dürfen AGB gemäß § 305c Absatz 1 BGB keine Klauseln enthalten, mit denen die Gegenseite billigerweise nicht rechnen musste.

### Erlöschen von Schuldverhältnissen, §§ 362–397 BGB

#### Erfüllung, §§ 362–371 BGB
Gemäß § 362 Absatz 1 BGB erlischt ein Schuldverhältnis, wenn die geschuldete Leistung an den Gläubiger bewirkt wird. Hierzu kommt es, wenn der geschuldete Leistungserfolg eintritt. Im Rahmen eines Kaufvertrags muss beispielsweise die Kaufsache an den Käufer übergeben und übereignet werden. Tritt dieser Leistungserfolg ein, wird der Schuldner durch Erfüllung von seiner Leistungspflicht befreit.
Bietet der Schuldner dem Gläubiger eine andere als die vertraglich geschuldete Leistung an, kann auch diese nach § 364 Absatz 1 BGB zur Befreiung des Schuldners von seiner Leistungspflicht führen. Voraussetzung hierfür ist, dass der Gläubiger diese Leistung annimmt. Eine solche Leistung an Erfüllungs statt liegt beispielsweise regelmäßig bei der Inzahlungsgabe eines alten PKW im Rahmen eines Neuwagenkaufs vor.
Der Gläubiger kann eine andere als die geschuldete Leistung allerdings auch erfüllungshalber entgegennehmen. Hierdurch erlischt sein Anspruch auf das Erbringen der ursprünglich geschuldeten Leistung nicht. Er vereinbart jedoch mit dem Schuldner, dass er versucht, sein Leistungsbegehren vorrangig mit dem erfüllungshalber erbrachten Gegenstand zu befriedigen; der Anspruch auf Erbringung der geschuldeten Leistung soll daher lediglich subsidiär geltend gemacht werden können.

#### Weitere Erlöschensgründe, §§ 372–397 BGB
Daneben kann ein Schuldverhältnis durch Hinterlegung des Leistungsgegenstands bei einer öffentlichen Stelle erlöschen. Dies kommt nach § 372 Satz 1 BGB in Betracht, wenn es sich beim Leistungsgegenstand um Geld, eine Urkunde oder eine Kostbarkeit handelt, also um einen Gegenstand, dessen Aufbewahrung keinen großen Aufwand erfordert.
Sofern die Parteien einander gleichartige Leistungen schulden, können sie diese Forderungen auch nach § 389 BGB im Wege einer Aufrechnung miteinander verrechnen. Von großer Bedeutung ist dies bei wechselseitigen Geldschulden: Schulden zwei Parteien einander Geld, wäre es umständlich, wenn jede Partei separat an die andere zahlte. Daher ermöglicht es das Gesetz, dass die beiden Forderungen miteinander verrechnet werden, soweit sie sich entsprechen. Ein weiterer Vorteil der Aufrechnung besteht darin, dass ein Gläubiger seine Forderung mit geringem Aufwand durchsetzen kann.
Schließlich kann der Gläubiger dem Schuldner seine Schuld erlassen oder sich mit ihm über eine umstrittene Forderung vergleichen. Ferner erlischt eine Forderung dadurch, dass Schuldner und Gläubiger personenidentisch werden.

### Mehrheit von Schuldnern und Gläubigern
Schulden mehrere eine Leistung in der Weise, dass jeder die ganze Leistung zu bewirken verpflichtet, der Gläubiger aber die Leistung nur einmal zu fordern berechtigt ist, spricht man von Gesamtschuld (§ 421 BGB).
Sind mehrere eine Leistung in der Weise zu fordern berechtigt, dass jeder die ganze Leistung fordern kann, der Schuldner aber die Leistung nur einmal zu bewirken verpflichtet ist, spricht man von Gesamtgläubigern (§ 431 BGB).

## Besonderes Schuldrecht, §§ 433–853 BGB
Rechtsbeziehungen unter den Parteien, die Leistungsverpflichtungen auslösen, gibt es in vielen unterschiedlichen Formen. Bestimmte typische Schuldverhältnisse hat der Gesetzgeber in den § 433 bis § 853 BGB geregelt. Es handelt sich um diejenigen Normen des Schuldrechts, die als Besonderes Schuldrecht zusammengefasst werden. Nach dem Rechtsgrund ihrer Entstehung werden die einzelnen Schuldverhältnisse unterschieden in „rechtsgeschäftliche“ und „gesetzliche“ Schuldverhältnisse:
- Rechtsgeschäftliche Schuldverhältnisse entstehen aufgrund rechtsgeschäftlicher Einigung der Parteien. Da gemäß § 305 BGB hierzu ein Vertrag notwendig ist (so beispielsweise ein Kauf- oder Werkvertrag), entstehen dabei regelmäßig mehrseitige Verpflichtungsverhältnisse. Wenn es das Gesetz ausdrücklich vorschreibt, genügen einseitige Rechtsgeschäfte (Auslobung, Vermächtnis). Besonderheiten der einzelnen Vertragstypen wurde Rechnung getragen.

- Gesetzliche Schuldverhältnisse entstehen, weil bestimmte tatsächliche Voraussetzungen erfüllt – kraft Gesetzes. Auf einen rechtsgeschäftlichen Parteiwillen kommt es dabei nicht an. Beispiele sind die unerlaubten Handlungen, die ungerechtfertigte Bereicherung, die GoA und das EBV.

Die Zuordnung eines Schuldverhältnisses unter einen bestimmten Tatbestand kann im Einzelfall Schwierigkeiten bereiten. Soweit der historische Gesetzgeber die wichtigen Verträge einst umfassend geregelt hat, fehlen heute einige Regelungen zu bestimmten Vertragstypen, so zum Factoring oder Leasing. Es muss bei rechtsgeschäftlichen Schuldverhältnissen somit der Inhalt der zugrundeliegenden Willenserklärungen ermittelt werden, damit festgestellt werden kann, zu welchen Leistungen (im Sinne des § 241 BGB) sich die Parteien verpflichtet haben. Entsprechen die Erklärungen beim Leasing der Grundstruktur des Mietvertrages, kann eine Zuordnung zu diesem erfolgen, auch wenn die Bezeichnungen der Abrede anders lauten. Die Zuordnung gesetzlicher Schuldverhältnisse zu einem bestimmten Vertragstyp erfolgt hingegen durch Subsumtion.

### Vertragliche Schuldverhältnisse

#### Veräußerungsverträge
Veräußerungsverträge sind zum Beispiel der Schenkungsvertrag, der Tauschvertrag, sowie der Kaufvertrag.

### Gesetzliche Schuldverhältnisse

#### Geschäftsführung ohne Auftrag, §§ 677–687 BGB
Eine Geschäftsführung ohne Auftrag (GoA) liegt vor, wenn jemand ein Geschäft für einen anderen besorgt, ohne ihm gegenüber aufgrund eines Auftrags oder eines sonstigen Grundes hierzu berechtigt zu sein. Der Begriff des Geschäfts ist hierbei weit zu verstehen und umfasst jede fremdnützige Tätigkeit, beispielsweise den Abschluss eines Rechtsgeschäfts. Die Regelungen der GoA bezwecken einen angemessenen Interessenausgleich zwischen demjenigen, der das Geschäft besorgt, und demjenigen, für den das Geschäft besorgt wird. Ersterer wird als Geschäftsführer bezeichnet, letzterer als Geschäftsherr. Die Regelungen der GoA sehen Ansprüche für beide Parteien vor.
In welchen Fällen welche Ansprüche zum Tragen kommen, hängt von der Einstellung der Parteien zur Geschäftsführung ab. Unterschieden wird zwischen der „echten“ und der „unechten“ GoA. Der entscheidende Unterschied zwischen beiden Instituten liegt im Willen des Geschäftsführers. Bei einer echten GoA will dieser fremdnützig handeln. Bei einer unechten GoA handelt der Geschäftsführer dagegen ausschließlich im eigenen Interesse. Für beide Formen der GoA sind Unterfälle normiert, die nach der Schutzwürdigkeit des Geschäftsführers differenzieren.

#### Ungerechtfertigte Bereicherung, §§ 812–822 BGB
Das Bereicherungsrecht dient der Rückabwicklung von Vermögensverschiebungen, die ohne Rechtsgrund erfolgt sind. Unterschieden wird hierbei zwischen der Bereicherung durch Leistung und der Bereicherung in sonstiger Weise. Erstere ist vor allem bei der Rückabwicklung vertraglicher Schuldverhältnisse einschlägige Rechtsgrundlage. Letztere erfasst eine Vielzahl von Konstellationen, etwa den Eingriff in ein fremdes Recht oder die Vornahme einer Verwendung auf eine fremde Sache.

#### Deliktsrecht, §§ 823–853 BGB
Das Deliktsrecht befasst sich mit der zivilrechten Haftung für unerlaubte Handlungen. Der gesetzliche Ausgangspunkt des Deliktsrechts findet sich im BGB, wo es als ein gesetzliches Schuldverhältnis geregelt ist. Ergänzt werden die Regelungen des BGB durch zahlreiche Spezialgesetze, etwa das Straßenverkehrsgesetz (StVG) und das auf eine europäische Richtlinie zurückzuführende Produkthaftungsgesetz (ProdHaftG).
Das Deliktsrecht dient vor allem dem Kompensieren von Schäden, die durch unerlaubte Handlungen entstanden sind. Hierzu enthält es zahlreiche Anspruchsgrundlagen, die Geschädigten die Möglichkeit einräumen, Schadensersatz vom Verursacher des Schadens zu verlangen. Daneben bezweckt es die Vorbeugung von Schädigungshandlungen durch die Androhung einer Schadensersatzpflicht. Anders als im anglo-amerikanischen Rechtskreis kommt ihm allerdings keine Straffunktion zu. Daher sind dem deutschen Deliktsrecht Schadensersatzansprüche grundsätzlich fremd, die den Schädiger sanktionieren sollen.